# Helen Dryden

Helen Dryden, aus einer Veröffentlichung von 1914.

Helen Dryden (geboren 26. November 1882 /1883 /1887 in Baltimore, Maryland, gestorben Oktober 1972 /1981 in Brentwood, New York) war eine US-amerikanische Illustratorin, Grafikdesignerin und Industriedesignerin.

## Leben und Wirken
Helen Dryden gestaltete und verkaufte bereits als Jugendliche Kleider für Papierpuppen. Als diese in einer Modezeitschrift abgedruckt wurden, brachte ihr dies ihren ersten Auftrag ein, als Illustratorin für Anne Rittenhouse’s Modeartikel in der Philadelphia Public Ledger und The Philadelphia Press. Ihre Ausbildung bestand aus einem 4-jährigen Studium der Landschaftsmalerei bei Hugh Breckenridge und einem Sommerkurs an der Pennsylvania Academy of Fine Arts. Sie selbst betrachtete diese kurze, ihrem späteren Beruf ferne Ausbildung als Vorteil, da sie so – frei von Vorbildern – etwas Eigenes schaffen konnte. 1909 zog sie nach New York City um, um ihre Idee bei den großen Frauenzeitschriften der damaligen Zeit zu vermarkten. Im ersten Jahr stieß sie auf Ablehnung, wie sie in einem Interview beschrieb:  
"They would look over my things then show me what they wanted, which was exactly what everyone else was doing. Still, I couldn’t help feeling that there must be someone in the magazine business with imagination, some place where they would try something new... I knew that my women were smart. I knew they had chic. And being a very determined young person, I kept trying to sell them." 
Im Bereich Gebrauchsgrafik wurde sie durch ihre die Art déco antizipierenden Titelgestaltungen und Anzeigen bekannt. Da der Stil zeitgenössischer Modezeichnungen ihren Vorstellungen nicht entsprach, erarbeitete sie einen eigenen, welcher heute als typisch für die 1920er Jahre gilt. Dieser neue, reduzierte Stil fand zunächst wenig Anerkennung, sogar die Vogue, deren Covergestaltung Dryden von 1909 bis 1922 prägte, lehnte ihre Entwürfe zunächst ab und erst das Verlagshaus Condé Nast erkannte die Qualität ihrer Zeichnungen. Als sie die Vogue nach dreizehn Jahren verließ, gestaltete sie als Freelancerin u. a. regelmäßig die Titelblätter des Delineator-Magazins. Parallel zu ihrer Tätigkeit als Gebrauchsgrafikerin arbeitete sie erfolgreich als Kostümgestalterin, u. a. für den Broadway, und wandte sich später dem Industrial Design zu, insbesondere dem Automobildesign. Ihr Gehalt von 100.000 Dollar im Jahr brachte ihr in der New York Times die Bezeichnung »the highest-paid female artist in the country« ein. Auch die anschließend angetretene Position als Art Directorin für Dura war gut bezahlt – später lebte sie jedoch in ärmlichen Verhältnissen.

### Stil
Traditionell wurde in der Mode-Illustration detailgenau gearbeitet. Dryden hingegen bevorzugte eine vereinfachte Darstellung, die ihre Figuren so darstellt, dass sie einen Eindruck von der Interaktion des Kleidungsstücks mit dem Körper vermittelt. Ihre Illustrationen ließen sich von den europäischen Trends der modernen Kunst inspirieren und verliehen dem Modell und der Kleidung, die sie darstellte, ein Gefühl von mühelosem Style. In ihrer Dissertation über die Gestalterin beschreibt und analysiert Sarah Marie Horne die Besonderheiten von Helen Drydens Stil: ›Dryden’s Vogue-Cover zeigen typischerweise Frauen in modischer Kleidung oder historisierende Figuren, die Gewänder tragen, die an das achtzehnte und neunzehnte Jahrhundert erinnern. Dryden stellte in ihren Vogue-Cover-Designs oft Einzelfiguren dar, aber es war nicht ungewöhnlich, dass sie eine kleine Gruppe von zwei oder drei Frauen oder eine Frau in Begleitung eines Freier darstellte. Ihre Arbeit für Vogue in den 1910er Jahren erscheint traditionell in der Darstellung von Frauen der Muße, aber ihre Arbeit in den 1920er Jahren wurde etwas evokativer mit ihrer Darstellung von Modetrends, die mit der Neuen Frau und den Flappern der Epoche verbunden waren. Stark beeinflusst von europäischen Quellen, haben Drydens Entwürfe eine posterähnliche Qualität. Sie verwendet fette, flache Farbfelder in Kombination mit einer durchdachten Musterung. Drydens Darstellungen von bedruckten Textilien demonstrieren ihr ausgeprägtes Designverständnis durch die raffinierte Gegenüberstellung von kontrastierenden Farben und Mustern und die Verwendung von geschwungenen Formen, um ein Tableau zu schaffen, das gleichzeitig kühn und feminin ist. Das Hauptthema von Drydens Illustrationen ist die moderne amerikanische Frau, obwohl sich der Stil, in dem sie diese Figuren porträtiert, im Laufe ihrer Karriere weiterentwickelt hat. Dryden integriert asiatisch inspirierte Elemente wie den Sonnenschirm, die den im Westen seit der Mitte des 19. Jahrhunderts beliebten orientalischen Stil fortsetzen. Der Einfluss der modernen Plakatkunst zeigt sich zudem in der starken Verwendung von Linien und flachen Farbflächen, die ihrerseits auf Werke der Impressionisten und Postimpressionisten zurückgehen, nachdem der japanische Holzschnitt in den 1860er Jahren in Europa eingeführt wurde.‹
Drydens Delineator-Cover zeigen, so Sarah Marie Horne in ihrer Dissertation über die Gestalterin, dass sie sich nicht mehr von den Meistern der Malerei des achtzehnten und neunzehnten Jahrhunderts inspirieren ließ, sondern sich neuen Entwicklungen in Europa zuwandte. So zeigte ihre Arbeit für The Delineator einen stärkeren Einfluss der Avantgardekunst, denn ihre langhalsigen, hohläugigen Figuren mit ihren kühlen Ausdrücken und scharfen Zügen erinnern auffallend an Werke von Amedeo Modigliani. Diese Einbände stellen ausschließlich moderne Frauen dar, statt historisierende Figuren, und sind in ihren Gesichtszügen noch einfacher als Drydens Illustrationen für die Vogue. Die Frauen erscheinen oft mit sehr blasser oder fleckig weißer Haut, ein paar einfachen Linien, um Augen, Nase und Lippen zu definieren, und kühn kontrastierenden Flecken in Rosa und Schwarz, um den aggressiven Gebrauch des Make-ups der Figur zu illustrieren. Die Frauen auf Drydens Delineator-Covern sind mit ihren schlicht gehaltenen Gesichtszügen kaum zu unterscheiden. Ihnen fehlt etwas von der Individualität und dem Charakter die in einigen von Drydens früheren Vogue-Arbeiten präsent sind, und stattdessen eher als leidenschaftslose Ikonen der modernen Weiblichkeit erscheinen.
"Helen Dryden ... is one of the most important women in American art. Her influence, with that of others as adventurous as she, is credited with having had a great deal to do with revolutionizing standards of illustrating and fashion design and broadening the field of art for women." 

## Rezeption
In Deutschland wurden ihre gebrauchsgraphischen Arbeiten Ende der 1920er Jahre besonders stark rezipiert. In der renommierten Fachzeitschrift Gebrauchsgraphik wurde 1928 zunächst eine Arbeit, dann 1929 eine umfangreiche Folge von farbigen Abbildungen abgedruckt, Anzeigen und Inserate unter anderem für Automobile, Cinzano oder Whisky.
  

1925 wollten die Autorinnen der Biographical Cyclopaedia of American Women Dryden gerne als Pionierin eines neuen Stils an den Zeitschriftenständen, in der Modezeichnung, der Plakat- und Anzeigengestaltung bezeichnen, doch Dryden wies dies zurück und zeigte stattdessen zahlreiche andere Einflüsse, wie das Russische Ballett und die allgemeine Überwindung des naturalistischen Stils, auf. Die Autoren kommentierten: 
"Be that as it may, she is directly responsible for the decorative magazine covers, and her fashion drawings were the first to embody stylistic features into the imaginative, exquisitely executed pieces of sophistication that adorn the modern fashion periodicals."
Dryden erklärte, dass sie kein Problem damit hatte, als Werbegrafikerin bekannt zu sein: 
"[a]rt is the same whether the picture decorates a gallery or an advertisement for soap. Today an effort is being made to beautify everything, from shop windows to newspaper advertising. This is wonderful progress. It makes room, too, for more and more artists. Hundreds of young women are now able to support themselves doing work they love, where in the old days a woman artist starved while she waited for sitters who might want their portraits done in oil."
Sie erhielt nationale Aufmerksamkeit für ihre Ideen bezüglich der Zukunft des Automobildesigns, nachdem sie einen Artikel mit dem Titel Car Design in Modern Terms veröffentlicht hatte, der in der Fachzeitschrift Automobile Topics veröffentlicht wurde. In dem Artikel geht Dryden auf den Stand des Automobildesigns ein und beklagt die Neigung einiger Designer, Motive aus dem Postkutschendesign in das Automobil zu übernehmen. Sie gestaltete Metallobjekte für Revere und arbeitete für Studebaker, wo ihre Entwürfe für die Ausstattung des Studebaker President und Dictator von 1936 sie endgültig etablierten. Über ihre Tätigkeit dort wurde berichtet:
"She went into a factory to study and work. She donned overalls and climbed underneath cars; examined machinery; watched various automobile parts being manufactured; saw cars assembled and tested; discussed market demands; sales; price range with company executives." 

## Werke
Als leitende Illustratorin von Vogue schuf Dryden etwa 100 verschiedene Cover sowie eine große Anzahl von Mode- und redaktionellen Illustrationen, die im Laufe der Jahre auf den Seiten des Magazins erschienen. Charakteristisch für Drydens Mode-Illustrationen ist eine Skizze, die die Künstlerin von der amerikanischen Schauspielerin Ina Clare in einem, von Henri Bendel entworfenen, Abendumhang darstellte. Sie erschien in der Vogue-Ausgabe vom 15. November 1921.
Plakate von Dryden wurden 1915 in der Ausstellung American Humor in Art der Folsom Gallery zusammen mit Werken von George Luks, John Sloan und George Bellows u. a. gezeigt. 1921 zeigte das Museum für Französische Kunst eine Ausstellung von Drydens Aquarellen, die ihre Kostümentwürfe für das Theaterstück "Clair le Lune" darstellen. Ihre Arbeiten wurden 1926 auch in eine Benefiz-Ausstellung von Greenwich Village Künstlern aufgenommen, zusammen mit einer Vielzahl von Werken sowohl von aufstrebenden Künstlern als auch von etablierten Persönlichkeiten wie Edward Hopper.